# قطعنامه ۱۰۰۸ شورای امنیت
قطعنامه ۱۰۰۸ شورای امنیت سازمان ملل متحد که در تاریخ ۰۷ اوت ۱۹۹۵ تصویب شد، سندی بین‌المللی دربارهٔ آنگولا است. این قطعنامه طی نشست ۳۵۶۲ام با ۱۵ رای موافق، ۰ مخالف و ۰ ممتنع تصویب شد.